# Diocesi di Jacarezinho
La diocesi di Jacarezinho (in latino: Dioecesis Iacarezinhoënsis) è una sede della Chiesa cattolica in Brasile suffraganea dell'arcidiocesi di Londrina. Nel 2021 contava 351.310 battezzati su 469.230 abitanti. È retta dal vescovo Antônio Braz Benevente.

## Territorio
La diocesi comprende 30 comuni dello stato brasiliano del Paraná: Jacarezinho, Abatiá, Andirá, Arapoti, Bandeirantes, Barra do Jacaré, Cambará, Carlópolis, Conselheiro Mairinck, Guapirama, Ibaiti, Itambaracá, Jaboti, Jaguariaíva, Japira, Joaquim Távora, Jundiaí do Sul, Pinhalão, Quatiguá, Ribeirão Claro, Ribeirão do Pinhal, Salto do Itararé, Santa Amélia, Santana do Itararé, Santo Antônio da Platina, São José da Boa Vista, Sengés, Siqueira Campos, Tomazina e Wenceslau Braz.
Sede vescovile è la città di Jacarezinho, dove si trova la cattedrale dell'Immacolata Concezione e di San Sebastiano.
Il territorio si estende su una superficie di 13.369 km² ed è suddiviso in 56 parrocchie, raggruppate in 2 regioni pastorali e 6 decanati:
- regione Nord: decanati di Jacarezinho, Bandeirantes e Santo Antônio da Platina;
- regione Sud: decanati di Jaguariaíva, Siqueira Campos e Ibaiti.

## Storia
La diocesi è stata eretta il 10 maggio 1926 con la bolla Quum in dies numerus di papa Pio XI, ricavandone il territorio dalla diocesi di Curitiba, che contemporaneamente è stata elevata al rango di arcidiocesi metropolitana. Originariamente la diocesi di Jacarezinho era suffraganea della stessa arcidiocesi di Curitiba.
Il 1º febbraio 1956 ha ceduto porzioni del suo territorio a vantaggio dell'erezione delle diocesi di Londrina e di Maringá (oggi entrambe arcidiocesi).
Il 31 ottobre 1970 è entrata a far parte della provincia ecclesiastica dell'arcidiocesi di Londrina.
Il 26 maggio 1973 ha ceduto un'altra porzione di territorio a vantaggio dell'erezione della diocesi di Cornélio Procópio.

## Cronotassi dei vescovi
Si omettono i periodi di sede vacante non superiori ai 2 anni o non storicamente accertati.
- Fernando Taddei, C.M. † (22 aprile 1927 - 9 gennaio 1940 deceduto)
- Ernesto de Paula † (22 novembre 1941 - 30 giugno 1945 nominato vescovo di Piracicaba)
- Geraldo de Proença Sigaud, S.V.D. † (29 ottobre 1946 - 20 dicembre 1960 nominato arcivescovo di Diamantina)
- Pedro Filipak † (8 febbraio 1962 - 10 agosto 1991 deceduto)
- Conrado Walter, S.A.C. † (10 agosto 1991 succeduto - 5 luglio 2000 ritirato)
- Fernando José Penteado (5 luglio 2000 - 23 giugno 2010 ritirato)
- Antônio Braz Benevente, dal 23 giugno 2010

## Statistiche
La diocesi nel 2021 su una popolazione di 469.230 persone contava 351.310 battezzati, corrispondenti al 74,9% del totale.
| anno | popolazione | popolazione | popolazione | presbiteri | presbiteri | presbiteri | presbiteri                | diaconi | religiosi | religiosi | parrocchie |
| anno | battezzati  | totale      | %           | numero     | secolari   | regolari   | battezzati per presbitero | diaconi | uomini    | donne     | parrocchie |
| ---- | ----------- | ----------- | ----------- | ---------- | ---------- | ---------- | ------------------------- | ------- | --------- | --------- | ---------- |
| 1948 | 500.000     | 600.000     | 83,3        | 46         | 11         | 35         | 10.869                    |         | 11        | 49        | 25         |
| 1966 | 700.000     | 900.000     | 77,8        | 72         | 30         | 42         | 9.722                     |         | 46        | 152       | 39         |
| 1968 | 830.000     | 930.000     | 89,2        | 76         | 28         | 48         | 10.921                    |         | 65        | 187       | 41         |
| 1976 | 400.000     | 461.775     | 86,6        | 48         | 22         | 26         | 8.333                     |         | 26        | 155       | 29         |
| 1980 | 532.000     | 584.000     | 91,1        | 54         | 25         | 29         | 9.851                     |         | 29        | 140       | 30         |
| 1990 | 395.000     | 432.000     | 91,4        | 66         | 47         | 19         | 5.984                     |         | 19        | 136       | 35         |
| 1999 | 375.826     | 416.674     | 90,2        | 74         | 62         | 12         | 5.078                     |         | 12        | 102       | 36         |
| 2000 | 366.485     | 418.849     | 87,5        | 78         | 66         | 12         | 4.698                     |         | 12        | 82        | 37         |
| 2001 | 370.527     | 424.253     | 87,3        | 69         | 59         | 10         | 5.369                     |         | 10        | 81        | 39         |
| 2002 | 375.400     | 430.000     | 87,3        | 69         | 59         | 10         | 5.440                     |         | 10        | 81        | 40         |
| 2003 | 366.485     | 418.849     | 87,5        | 66         | 55         | 11         | 5.552                     |         | 11        | 71        | 40         |
| 2004 | 371.504     | 426.577     | 87,1        | 82         | 71         | 11         | 4.530                     |         | 11        | 72        | 40         |
| 2006 | 380.000     | 437.000     | 87,0        | 87         | 75         | 12         | 4.367                     |         | 12        | 71        | 40         |
| 2013 | 411.000     | 479.000     | 85,8        | 76         | 71         | 5          | 5.407                     |         | 8         | 43        | 43         |
| 2016 | 421.600     | 491.000     | 85,9        | 91         | 84         | 7          | 4.632                     | 8       | 7         | 74        | 51         |
| 2019 | 345.694     | 461.052     | 75,0        | 95         | 89         | 6          | 3.638                     | 8       | 6         | 66        | 55         |
| 2021 | 351.310     | 469.230     | 74,9        | 96         | 91         | 5          | 3.659                     | 8       | 5         | 67        | 56         |